# ブルネイ・ダルサラームサッカー協会
ブルネイ・ダルサラームサッカー協会（ブルネイ・ダルサラームサッカーきょうかい、英: Football Association of Brunei Darussalam）は、ブルネイのサッカー協会である。略称はFABD。

## 概要
イギリス領であった1952年にセリアでブルネイ・ステート・アマチュアサッカー協会（Brunei State Amateur Football Association、略称BSAFA）として設立。1956年3月12日に正式に登録されたが、この時はイングランドFAに加盟する形を採っていた。1969年にブルネイ・アマチュアサッカー協会（Brunei Amateur Football Association、略称BAFA）に改称し、国際サッカー連盟 (FIFA) に加盟。翌1970年にはアジアサッカー連盟 (AFC) に加盟し、1984年には創立メンバーとしてASEANサッカー連盟に参加している。
2008年、ブルネイ政府はBAFAを活動停止させ、それに代わる新しい運営組織を設立。このことがFIFAに政治による協会への干渉と見なされ、2009年9月29日に活動禁止処分を受けた。
2011年に活動禁止処分が解かれ、ブルネイ・ダルサラーム国サッカー協会（National Football Association of Brunei Darussalam, 略称NFABD）として活動を再開した。2021年6月にブルネイ・ダルサラームサッカー協会（Football Association of Brunei Darussalam、略称FABD）に改称。

## 主な組織チーム
- サッカーブルネイ代表
- サッカーブルネイ女子代表
- ブルネイ・スーパーリーグ
- ブルネイ・プレミアリーグ